# Mamadou Keita
Mamadou Keita (ur. 29 września 1961) – malijski judoka. Olimpijczyk z Seulu 1988, gdzie zajął dwudzieste miejsce, w wadze półlekkiej.

## Letnie Igrzyska Olimpijskie 1988
| Konkurencja | Eliminacje          | Klas. końcowa |
| Konkurencja | Przeciwnik 1        | Miejsce       |
| ----------- | ------------------- | ------------- |
| 65 kg       | Tamás Bujkó (HUN) P | 20.           |